# قالوجه (میانه)
قالوجه (میانه)، روستایی از توابع بخش مرکزی شهرستان میانه در استان آذربایجان شرقی ایران است.

## جمعیت
این روستا در دهستان قزل اوزن قرار دارد و براساس سرشماری مرکز آمار ایران در سال ۱۳۸۵، جمعیت آن ۶۱ نفر (۱۲خانوار) بوده‌است.